# عبدالله غیث
عبدالله غیث (انگلیسی: Abdullah Gaith; ۲۸ ژانویهٔ ۱۹۳۰ – ۱۲ مارس ۱۹۹۳) هنرپیشه اهل مصر بود. او تنها در پنج فیلم حضور داشته‌است.